# دانشگاه بایرویت
دانشگاه بایرویت (به آلمانی: Universität Bayreuth) یک دانشگاه تحقیقاتی دولتی در بایرویت واقع در ایالت بایرن آلمان است که در سال ۱۹۷۵ میلادی به‌عنوان دانشگاهی با تمرکز بر همکاری‌های بین‌المللی و میان‌رشته‌ای بنیان نهاده شد. این دانشگاه به‌طور گسترده در هفت دانشکده کارشناسی و کارشناسی ارشد تشکیل شده‌است که هر دانشکده استانداردهای پذیرش و برنامه دانشگاهی مستقل خود را دارد.
این دانشگاه چندین دوره بین رشته‌ای مانند فلسفه و اقتصاد، تاریخ و اقتصاد، بوم‌شناسی تغییرات جهانی، مطالعات تئاتر و رسانه و اقتصاد بهداشت را ارائه می‌دهد. در سال ۲۰۱۷ این دانشگاه در رتبه‌بندی دانشگاه‌های تایمز در قسمت دانشگاه‌هایی که کمتر از ۵۰ سال پیش تأسیس شده‌اند، قرار گرفت. بایرویت عضو شبکه نخبگان بایرن، که سیاست آموزشی در ایالت بایرن است که برای ارتقاء نوآموزان و دانش‌آموزان با استعداد در بخش آموزش عالی است. می‌باشد
این دانشگاه گاهی به عنوان «هاروارد اوبرفرانکن» خوانده می‌شود.

## سازمان‌دهی

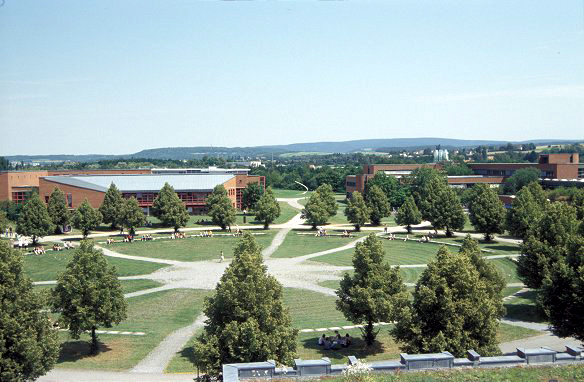
پردیس دانشگاه بایرپویت

### دانشکده‌ها
دانشگاه بایرویت به هفت دانشکده تقسیم شده‌است:
- ریاضیات، فیزیک و علوم کامپیوتر
- زیست‌شناسی، شیمی و علوم زمین
- قانون، کسب‌وکار و اقتصاد
- زبان و ادبیات
- مطالعات فرهنگی
- مهندسی
- علوم زندگی: غذا، تغذیه و سلامتی (پردیس کلبماخ)

## فارغ التحصیلان قابل توجه
- آندریاس ووسکوهله، رئیس دادگاه قانون اساسی فدرال آلمان
- اوما اوباما، خواهر ناتنی رئیس‌جمهور سابق ایالات متحده آمریکا، باراک اوباما
- ابرهارد بدنشاتس، مدیر بخش دینامیک سازمان ماکس پلانک
- توماس هکر، رهبر FDP در پارلمان باواریا
- ماکسیمیلیان مولر، بازیکن هاکی آلمانی

## برداشت‌ها

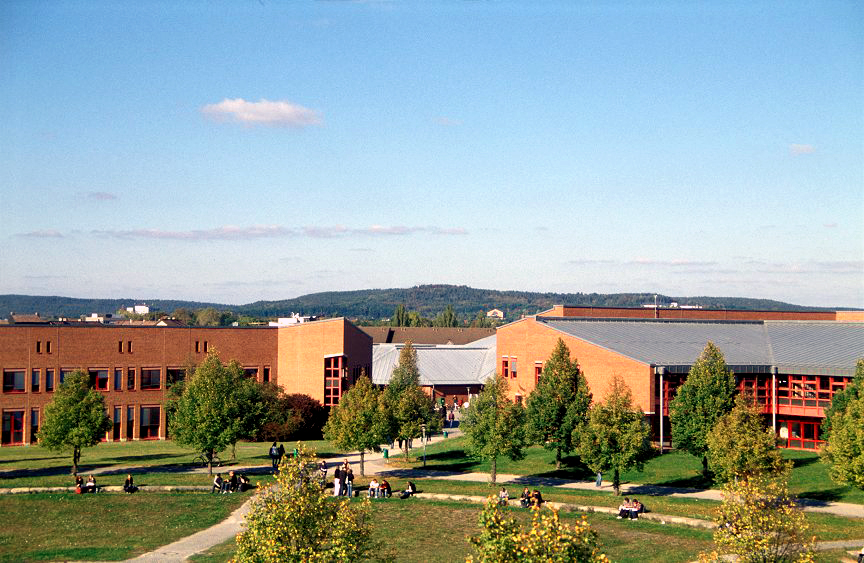
نمای پردیس دانشگاه مرکزی
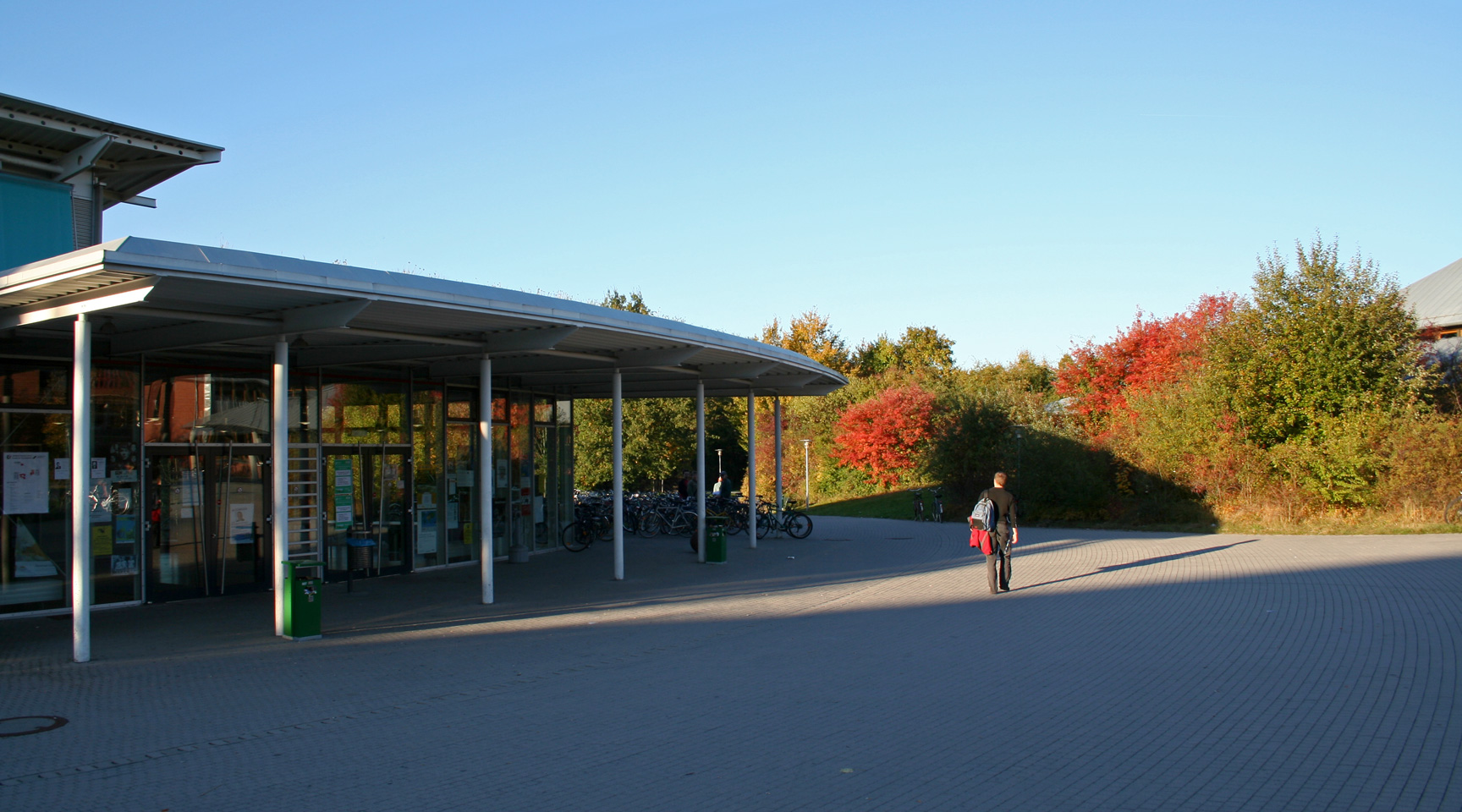
سالن maximum
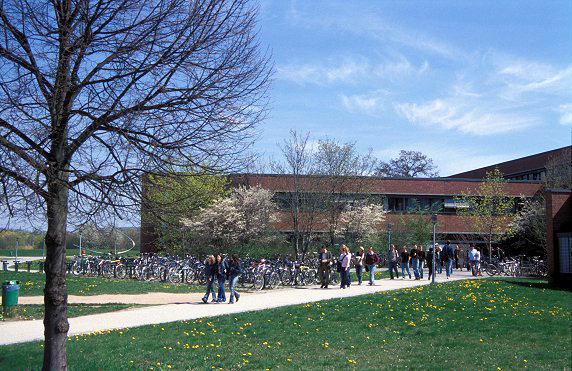
روبروی ساختمان دانشکده حقوق و اقتصاد
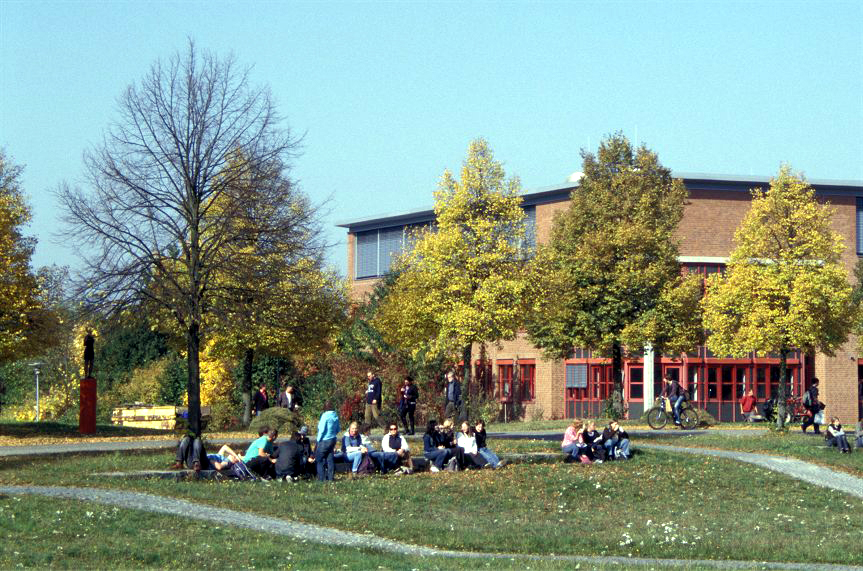
جلوی ساختمان "Geisteswissenschaften I"
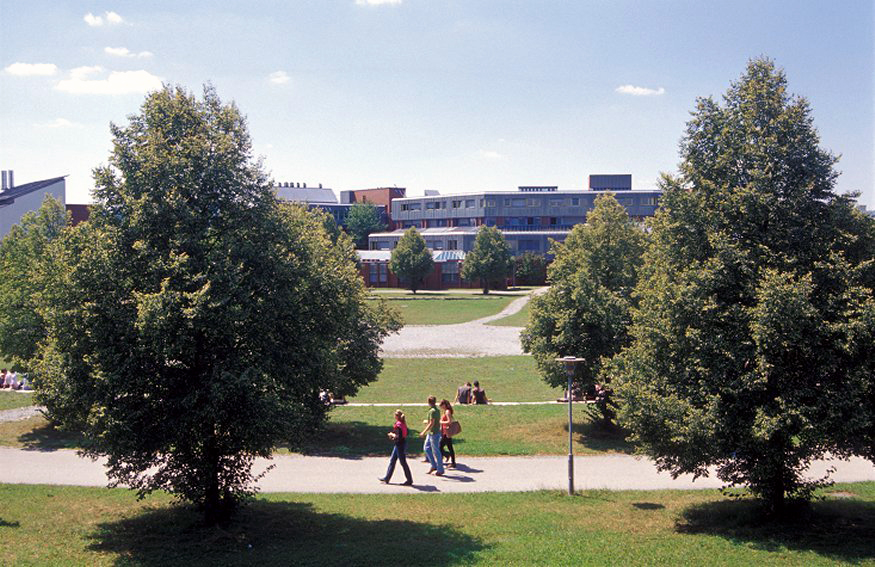
پردیس دانشگاه، ساختمان علوم طبیعی در پس زمینه
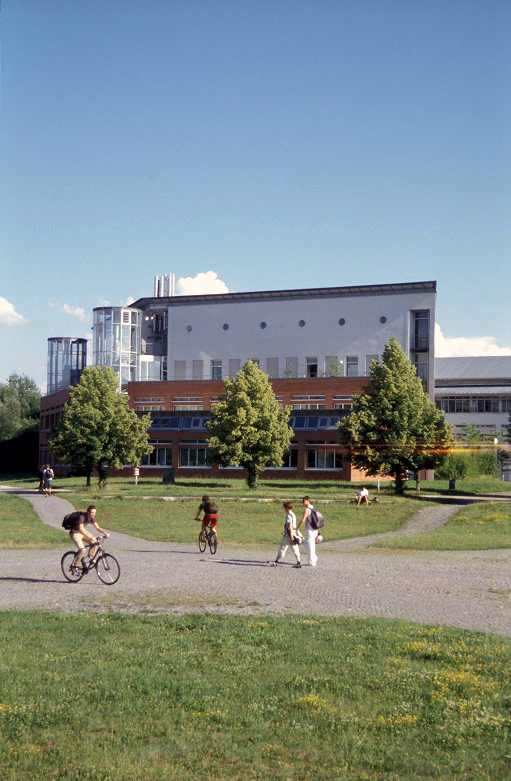
پژوهشکده تحقیقات ژئوشیمی آزمایشگاهی و ژئوفیزیک